# Marija Palaiologina Kantakouzene
Marija Paleolog Kantakouzene (Μαρία Παλαιολογίνα Καντακουζηνή, Мария Палеологина Кантакузина) bila je grčka plemkinja i bugarska carica. Ova žena, iznimno odlučnog i prijetvornog karaktera, bila je slavna u svoje doba, ali je proglašena „sramotom Paleologa“. 
Bila je kći plemića Ivana Kantakuzina, koji je bio pinkernes. Majka joj je bila Irena Paleolog, sestra cara Mihaela VIII. Paleologa. 
Marijin je prvi muž bio plemić Aleksije Philes. Nije nam poznato kako su se slagali, ali je u braku vjerojatno Marija vodila veću ulogu, a smatralo se da je plemenitijeg podrijetla od njega.
1269. Marija se udala za cara Bugarske Konstantina Tiha te ga je nagovorila da napadne njezina ujaka Mihaela. Marijina se sestrična Eufrozina udala za Nogaj-kana, koji je onda napao Bugarsku.
Marija je Konstantinu rodila sina Mihaela Asena II. Tijekom nekoliko posljednjih godina svoje vladavine, Konstantin je bio djelomično paraliziran te je Marija upravljala zemljom. Pretpostavlja se da je dala otrovati despota Vidina Jakova Svetoslava, kojeg je prvo posvojila.
Uskoro je zemlju potresao velik prevrat i na tron je došao seljak Ivajlo, koji je oženio Mariju. To je jako zabrinulo njezina ujaka, koji je oženio svoju kćer Irenu za Ivana Asena III. te su njih dvoje osnovali novu obitelj, Asan. Car Mihael se odrekao Marije zbog njezina „nečista“ braka, javno izjavivši da je „uništila svoje kraljevstvo“.
Brak Marije i Ivajla bio je iznimno nesretan jer ju je on tukao. Ipak, spavali su zajedno i ona je zatrudnjela. Bila je protjerana zajedno sa sinom natrag u Bizantsko Carstvo. S Ivajlom je imala jednu kćer.